# Замок Орфорд

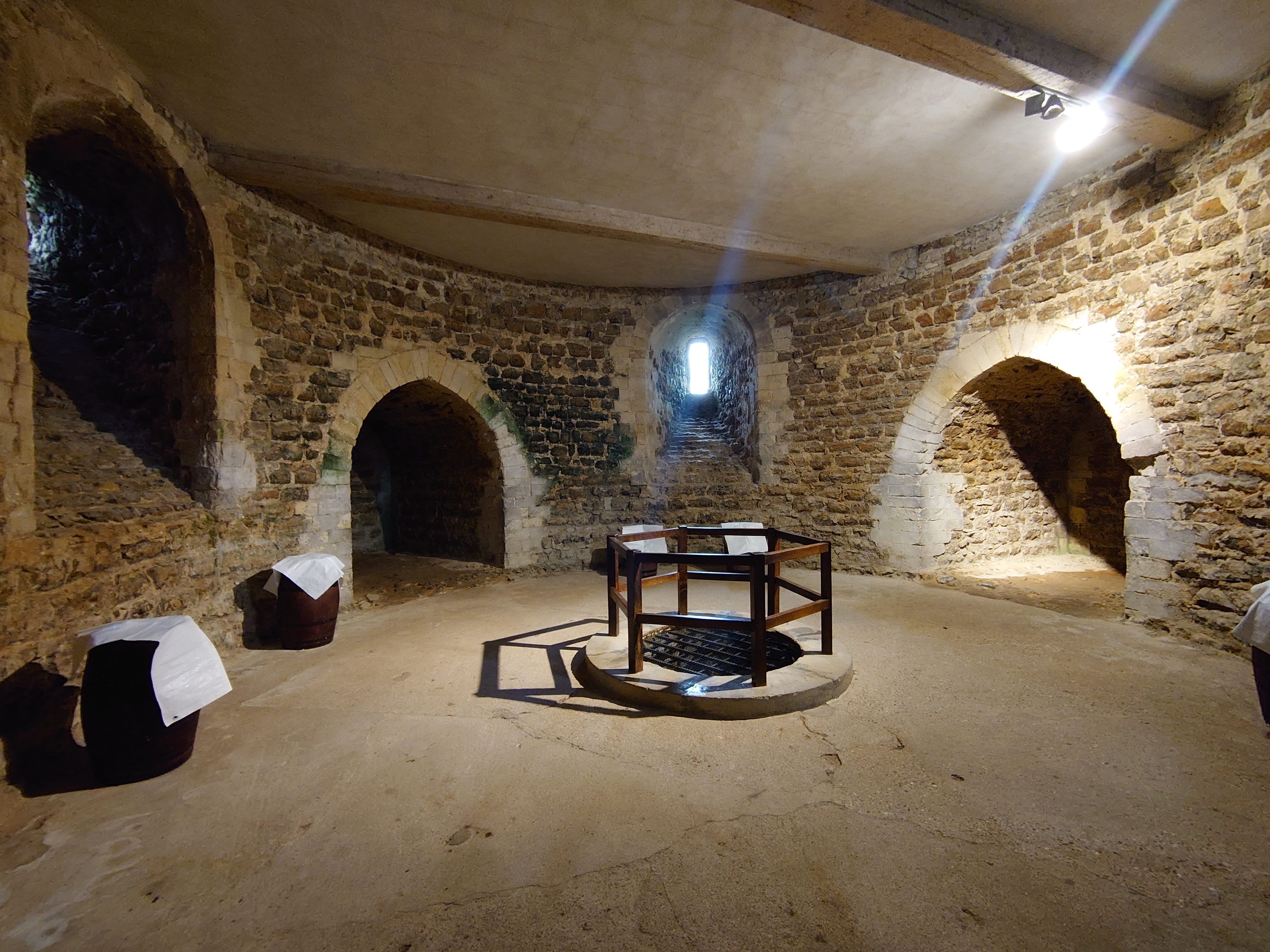
Внутри замка

Замок Орфорд (англ. Orford Castle) — средневековое укрепление, от которого сохранился один донжон (в графстве Саффолк на юго-востоке Великобритании).
В XI веке Орфорд в Саффолке был всего лишь маленькой деревней. В те времена эти земли контролировал Гуго Биго, граф Норфолкский, один из баронов, которые отказывались подчиняться власти короля Стефана, а позднее Генриха II Плантагенета. Генрих хотел восстановить королевское влияние в этих землях и в 1165 году начал строить в Орфорде замок. Кроме того Генрих осушил болота в окрестных землях и превратил Орфорд в хорошо защищённый порт.
Замок Орфорд примечателен в двух отношениях — у него уникальная форма и необычайно сложная внутренняя конструкция. Кроме того сохранились все записи и счета, относящиеся к замку. Благодаря этому известно, что строительство и благоустройство замка в 1165—1173 годах обошлось в 1413 фунтов, большая часть из которых была потрачена в первые 2 года. Первым управляющим замком стал в 1167 году местный житель Бартоломью де Гленвилл. К тому времени для замка начали заказывать продовольствие, из чего следует что его строительство к тому времени уже было завершено.
Хронист Ральф Коггсхоллский под 1167 годом рассказывает о любопытном происшествии в замке. Мужчины ловили на берегу моря рыбу и поймали в сети дикого человека. Он был гол и всеми своими членами походил на мужчину, но все его тело было покрыто косматой шерстью. Он с жадностью поглощал любую пищу, которую ему приносили, и если это было сырое мясо, сначала выжимал из него сок.
Существо не удалось заставить говорить; даже после того как его подвесили вверх ногами, он не сказал ни слова. Когда его привели в церковь, он не выказал никакого почтения или признаков веры. Существу разрешили поплавать в море на участке, огороженном сетями, но ему удалось проплыть под сетью в открытое море. Позже «водяной из Орфорда» добровольно вернулся на сушу, однако потом снова сбежал и больше его никто никогда не видел.